# Іване-Пустенська сільська територіальна громада
Іване-Пустенська сільська громада — територіальна громада в Україні, в Чортківському районі Тернопільської області. Адміністративний центр — с. Іване-Пусте.
Площа громади — 80,7 км², населення — 4880 осіб (2020).
Утворена 2020 року.

## Населені пункти
У складі громади 4 села:
- Іване-Пусте
- Гермаківка
- Залісся
- Пилипче